# D-TOX
『D-TOX』（ディー-トックス、国際題: D-Tox, 米国題: Eye See You）は、2002年のアメリカ映画。主演はシルヴェスター・スタローン。

## 概要
アメリカの映画作品だが、本国アメリカでは2002年9月20日に限定劇場公開されたのみで、その後同年11月30日にDVDにてプレミアリリースされた。その他の国ではデンマークで同年1月4日に公開されたのを皮切りに、世界26カ国で上映されている。世界各国では『D-TOX』、本国アメリカのみ『Eye See You』のタイトルがつけられた。
警官ばかりを狙う連続猟奇殺人犯と、シルヴェスター・スタローン演じる同僚・恋人を殺害されてしまい酒に溺れ心を病んだFBI捜査官との戦いを描く、ポリス・アクション作品であると同時にサイコ・スリラー作品でもある。
タイトルの「D-TOX」とは劇中で主人公が収容される法執行官専用の療養施設の名称。
原作はハワード・スウィンドルの『Jitter Joint』。日本語版（野村芳夫訳）は『D-TOX』の邦題で徳間文庫より2002年に刊行された。

## あらすじ
FBIのジェイク・マロイ捜査官(シルベスター・スタローン)はシアトルで警官ばかりを狙う連続殺人事件を捜査していた。自宅で恋人メアリー(ディナ・メイヤー)に婚約を申し込もうとしていた夜、マロイのポケベルに元相棒の家で事件が起きたとの知らせが入り、マロイはメアリーを残して現場に向かう。相棒は惨殺されており、そこに犯人から電話がかかる。先程までいた自宅からだった。犯人は4年前の娼婦連続殺人の犯行の際にマロイに追い詰められたことへの逆恨みで、メアリーの命を奪ったのだ。マロイは犯人を追い、犯人のものらしき首吊り遺体を見つけ、事件は一応の解決とされた。
3ヶ月後、恋人の死に対する自責の念からマロイは酒に溺れていた。自殺も考えるが思い留まり、上司であり親友のヘンドリックス捜査官(チャールズ・S・ダットン)の勧める依存症治療施設への入所を決める。ワイオミング州の地下軍事施設を改装したそこは、元警官で依存症回復者の通称“ドック”(クリス・クリストファーソン)が運営する、できたばかりの施設だった。施設には様々な出自の警察・軍関係の依存症患者が10名集まった。マロイの他、傲慢な元SWATピーター・ノア(ロバート・パトリック)、ロンドン市警察から来た英国訛りのフランク・スレーター(クリストファー・フルフォード)、頬に拳銃自殺未遂の傷跡を持つ麻薬捜査官ジャウォルスキー(ジェフリー・ライト) 、短気なロス市警の婦人警官ロペス(アンジェラ・アルバラド)、酩酊中に突然宗教的啓示を受け殺人課を辞めたジョーンズ牧師(コートニー・B・ヴァンス)、元王立カナダ騎馬警察の老憲兵マッケンジー(ロバート・プロスキー)、幼稚園爆破事件の現場清掃で重いトラウマを抱えた清掃人コナー(ショーン・パトリック・フラナリー)、抗酒癖剤ジスルフィラム服薬中のウィークス(ティム・ヘンリー)、無口なカール・ブランドン(ミフ)である。スタッフには、管理人の技師ハンク(トム・ベレンジャー)、元依存症患者で冷笑的な雑用係ジャック・ベネット(スティーヴン・ラング)、料理人のマニー、大柄な小心者ギルバート、精神カウンセラー兼看護師のジェニー・マンロー(ポリー・ウォーカー)らがいた。マロイは次第にジェニーに信頼を寄せていく。
吹雪で施設が外界と遮断される中、ジェニーはコナーの遺体を発見する。一見自殺のように見えた。翌朝、今度はブランドンが自室で死んでいるのが見つかる。マロイが検分し、自殺の痕跡を見つけるが、疑念は捨てきれなかった。時を待たず雑用係ジャックが姿を消し、館内暖房用のボイラーが故障し、治療薬と全員の経歴書類が盗まれ、さらにはドックが何者かに殺され、スノーモービルも壊される。消えたジャックに疑いの目が向けられ、ジャックを見つけ出すために患者全員が拳銃で武装する。一方、近くの湖畔で休暇を楽しんでいたヘンドリックスは、湖で氷漬けの警官の遺体を発見し、釣具店の店主と施設に向かう。
ハンク、マニー、ギルバートは吹雪の中、車で救援を求めに出る。だが、吊られた人影が突然視界に入り、急ハンドルを切り事故を起こす。衝突音を聞いたマロイはすぐに調べに行くが、吊られていたのはジャックの遺体で、その前で料理人マニーが殺されているのを見つける。ハンクの姿はなく、ギルバートはマロイを見た途端逃げ出し姿を消した。
謎の殺人犯はさらにマッケンジーも殺し、施設の電源と暖房を断った。地下通路を経由して施設に戻ったマロイは、犯人が患者の誰かになりすましていると踏み、ジェニー以外の全員を病室に閉じ込める。そしてコナーの遺体から、自殺したはずの警官殺しが犯人だという証拠を見つける。しかしそこにハンクが現れる。マロイを疑って地下通路を追ってきたハンクはマロイを殴り倒してスレーターの病室に監禁し、他の者を解放する。犯人探しを続け疑心暗鬼に陥る一同だが、凍死の恐れがあることに気づき、薪を取りに行くためにハンク、ノア、スレーターの三人が地下通路に入る。
スレーターの病室から抜け出そうとするマロイは、シアトルの警察官の馴染みの酒場の紙マッチを見つけ、犯人がスレーターだと気づく。犯人はマロイや他の警察官を酒場でずっと見ていたのだ。本物のスレーターはヘンドリックスが湖で見つけた氷漬けの警官だった。脱出したマロイは、スレーターが隠していた“戦利品”のマッケンジーらの警官バッジを仲間に見せ、真犯人を明かす。マロイはスレーターを追って地下通路へ向かい、ハンクの遺体を発見する。スレーターの声を頼りに地下通路を進むが、声の先にあった人影はノアの遺体とそこにくくりつけられたトランシーバーだった。追っ手を逆方向へ誘導しまんまと施設から抜け出たスレーターの前には、マロイを探して外に出たジェニーがいた。トランシーバー越しに聞こえるジェニーの声でスレーターの居場所がわかったマロイは、ジェニーを助けに向かう。
吹雪の中放心状態で立ち尽くすギルバートや、マニーの遺体などを見つけ、施設がただならぬ状況にあることを理解したヘンドリックスは、施設の入り口から続くジェニーの足跡をたどり援護に向かう。スレーターに追われるジェニーはクォンセット・ハットに逃げ込む。小屋の中のジェニーを探し出す最中にマロイの到着を察知したスレーターは、先んじて小屋の裏に回りマロイの背後をとったかに思えたが、それは吹雪で見間違えたヘンドリックスだった。間違いに気づいたスレーターは逆にマロイに背後をとられる。咄嗟に小屋に飛び込んで逃げたスレーターは、ジェニーを殴り倒し、ヘンドリックスの肩を撃つ。格闘の末、マロイはスレーターを殺す。意識が戻ったジェニーはヘンドリックスに肩を貸し、マロイとともに施設に向かって歩いていく。マロイはずっと手放すことができずにいた、メアリーに渡すはずだった婚約指輪を木の枝にかけ、歩き去る。

## 登場人物
ジェイク・マロイ
演 - シルヴェスター・スタローン
FBI捜査官。
ヘンドリックス
演 - チャールズ・S・ダットン
ジェイクの同僚。
ジェニー
演 - ポリー・ウォーカー
D-TOXの女医。
ドック
演 - クリス・クリストファーソン
D-TOXの所長。元警察官。12年間勤務していた。
ジャック・ベネット
演 - スティーヴン・ラング
D-TOXの看護師。
マニー
演 - ハロスガー・マシューズ
D-TOXのコック。
ギルバート
演 - アラン・C・ピーターソン
D-TOXの雑用係。
マッケンジー
演 - ロバート・プロスキー
騎馬警官隊。
ジョーンズ
演 - コートニー・B・ヴァンス
牧師。
ジュウォスキー
演 - ジェフリー・ライト
麻薬捜査官。
ノア
演 - ロバート・パトリック
SWAT隊員。
ロペス
演 - アンジェラ・アルバラド
ロス市警の婦警。
メアリー
演 - ディナ・メイヤー
マロイの恋人。しかし、殺害されてしまい、それがマロイの精神病の一端となる。

## キャスト
| 役名               | 俳優                             | 日本語吹替 | 日本語吹替   |
| 役名               | 俳優                             | ソフト版   | テレビ東京版 |
| ------------------ | -------------------------------- | ---------- | ------------ |
| ジェイク・マロイ   | シルヴェスター・スタローン       | 大塚明夫   | ささきいさお |
| ヘンドリックス     | チャールズ・S・ダットン          | 福田信昭   | 青野武       |
| ジェニー           | ポリー・ウォーカー               | 唐沢潤     | 山像かおり   |
| ドック             | クリス・クリストファーソン       | 小林尚臣   | 小林清志     |
| ブランドン         | ミフ                             | 西村知道   | 斉藤次郎     |
| スレイター         | クリストファー・フルフォード     | 内田直哉   | 野島昭生     |
| ジュウォスキー     | ジェフリー・ライト               | 落合弘治   | 竹田雅則     |
| ハンク             | トム・ベレンジャー               | 谷口節     | 山路和弘     |
| ジャック・ベネット | スティーヴン・ラング             | 後藤敦     | 大林隆介     |
| ギルバート         | アラン・C・ピーターソン          | 丸山純路   | 浦山迅       |
| マニー             | ハロスガー・マシューズ           | 永井誠     | 木下浩之     |
| ロペス             | アンジェラ・アルバラド           | 滝沢ロコ   | 雨蘭咲木子   |
| マッケンジー       | ロバート・プロスキー             | 塚田正昭   | 佐々木敏     |
| ノア               | ロバート・パトリック             | 中田和宏   | 中田和宏     |
| ジョーンズ牧師     | コートニー・B・ヴァンス          | 西村知道   | 辻親八       |
| コナー             | ショーン・パトリック・フラナリー | 宗矢樹頼   | 土田大       |
| メアリー           | ディナ・メイヤー                 | 朴璐美     | 吉田陽子     |
| ギージー           | ランス・ハワード                 | 広瀬正志   | をはり万造   |
| ジミー             | フランク・ペレグリノ             | 宗矢樹頼   | 浦山迅       |
| レッド             | ジェームズ・キドニー             | 西村知道   | 仲野裕       |
| 検視官             | ハリソン・コー                   | 後藤敦     | 風間秀郎     |
| SWAT隊長           | クリス・ネルソン・ノリス         | 宗矢樹頼   | 斉藤次郎     |
| 宝石店の店員       | デヴィッド・ルイス               | 落合弘治   | 土田大       |

- ソフト版：VHS・DVD・BD収録
- テレビ東京版：初回放送2006年6月1日『木曜洋画劇場』

その他吹き替え - 乃村健次、相沢正輝、小松史法、加納千秋

## スタッフ
- 監督 - ジム・ギレスピー
- 製作 - リック・キドニー、ブライアン・グレイザー、ロン・ハワード、カレン・ケーラ、ケヴィン・キング
- 製作総指揮 - モーリーン・ペイロット
- 原作 - ハワード・スウィンドル
- 脚本 - ロン・L・ブリンカーホフ
- 撮影 - ディーン・セムラー
- 音楽 - ジョン・パウエル
- 編集 - スティーヴ・マーコヴィッチ
- 字幕 - 戸田奈津子

## 作品タイトル
この作品は公開された国によって作品タイトルおよびサブタイトルが違っている。下に例を挙げる。
| D-Tox                     | アルゼンチン / オーストラリア / ブラジル / デンマーク / ギリシャ / スペイン / トルコ / 日本 |
| Compte à rebours mortel   | フランス                                                                                    |
| D-Tox - Im Auge der Angst | ドイツ                                                                                      |
| D-Tox: Ojo asesino        | スペイン                                                                                    |
| Detoks                    | ポーランド                                                                                  |
| Detoksikatsia             | ジョージア                                                                                  |
| Eye See You               | アメリカ合衆国                                                                              |